# Anne Clough
Anne Jemima Clough (Liverpool, 20 gennaio 1820 – Cambridge, 27 febbraio 1892) è stata un'attivista e educatrice britannica.
Fu una delle prime suffragiste inglesi e una promotrice dell'istruzione superiore per le donne. È stata la prima direttrice del Newnham College.

## Biografia
Anne Jemima Clough nacque a Liverpool, nel Lancashire, nel 1820, figlia di un mercante di cotone. In tenera età si trasferì con la famiglia e il fratello Arthur Hugh Clough (futuro poeta e assistente personale dell'infermiera britannica Florence Nightingale, coetanea della sorella) a Charleston, nel South Carolina (USA). Tornerà in Gran Bretagna solo nel 1836. Appassionata di scrittura, si dedicò fin da giovanissima all'insegnamento, prestando inizialmente servizio all'interno della scuola per non abbienti (Charity School) di Liverpool . Nel 1841, a seguito del tracollo economico degli affari del padre, Anne ebbe l'idea, approvata dai genitori, di aprire una propria scuola privata all'interno della loro stessa abitazione, rivolta ai figli di alcune famiglie del ceto medio della città. Il progetto si ingrandì circa dieci anni più tardi, quando, dopo la morte del padre, Anne e la madre si trasferirono a Ambleside, nel Westmorland, dove poté aprire una seconda scuola, questa volta più grande e indipendente.
Negli anni '60 dell'Ottocento, tuttavia, preferì accordare la direzione del progetto alla sua assistente per prestare aiuto alla cognata, Blanche Mary Shore Smith, vedova del fratello, dalla quale si trasferì al fine di dedicarsi esclusivamente all'istruzione dei nipoti. Queste sue esperienze, sebbene condotte in ambito domestico, le servirono da base per sviluppare e supportare le sue teorie sull'educazione. Clough, infatti, si interessò molto alla causa dell'istruzione e grazie all'amicizia con la cugina della cognata Blanche, Alice Bonham Carter, antenata dell'attrice Helena Bonham Carter, cominciò a lottare in prima persona anche per il diritto di istruzione secondaria femminile. Per dar voce alle donne in questo campo, Clough entrò a far parte del Consiglio del Northern England, organo di cui divenne segretaria dal 1867 al 1870 e, successivamente, presidente dal 1873 al 1874 .
Anche grazie all'opera di questa associazione, vennero organizzate alcune lezioni accademiche a livello locale, aperte anche alle donne. Le prime lezioni vennero tenute nell'autunno del 1867 dal professor Stuart, che avviò delle lezioni di astronomia tra Liverpool, Manchester, Leeds e Sheffield. Gli incontri vennero seguiti da 550 donne.
Dal 1869, inoltre, venne loro estesa la possibilità di sostenere i corrispettivi esami, gli stessi istituiti qualche anno prima dall'Università di Cambridge. L'anno seguente, il filosofo ed economista Henry Sidgwick, anch'egli promotore dell'istruzione secondaria femminile, suggerì che i corsi preparatori agli esami dovessero essere tenuti direttamente a Cambridge, come per gli studenti maschi. Sidgwick ebbe l'idea e aiutò Clough, che aveva già esperienza nel campo, ad aprire una residenza per studentesse che potesse ospitare le donne che cominciavano a giungere numerose da molte parti del paese. Venne così acquistato un immobile a Regent Street, dove, nell'ottobre del 1871, si trasferirono le prime cinque studentesse. Anne Clough prese la direzione della residenza, posizione che mantenne fino alla sua morte, quando il compitò passò a Eleanor Mildred Balfour, sorella di Arthur James Balfour e moglie dello stesso Sidgwick .
Ben presto la residenza divenne troppo piccola per ospitare tutte le richieste e si rese necessario il trasferimento in un nuovo edificio, nell'odierna Merton Hall. Nel 1874, tuttavia, il numero delle studentesse che volevano soggiornarvi aumentò così tanto che si dovette pensare nuovamente ad una nuova sistemazione. Questa volta si decise di costruire direttamente l'immobile. Grazie alle donazioni effettuate dai sostenitori della causa dell'istruzione femminile, si riuscì a raccogliere una somma pari a 10.000 sterline con le quali si iniziarono i lavori. Nel 1875 venne così inaugurato quello che sarebbe divenuto il Newnham College di Cambridge, college su cui si baserà poi Virginia Woolf per la scrittura del suo saggio Una stanza tutta per sé. Nel 1880 si dovette provvedere ad un ulteriore ampliamento dei locali, dovuto al successo sempre maggiore dell'iniziativa.
Le studentesse e i colleghi che lavorarono a stretto contatto con Anne Clough la dipinsero come una persona capace e molto intelligente, che non si fermava ai propri doveri professionali di dirigente, ma anzi che non si faceva remore anche ad aiutare le ospiti del college quando malate. Il suo lavoro divenne la sua missione, come dimostra anche il fatto che non volle mai percepire uno stipendio per questa mansione.
Nel 1887, il Consiglio del Newnham College, a fronte dell'attivismo di Anne Clough nella promozione dell'istruzione secondaria delle donne, decise di dedicarle la sala più grande del College, appena terminata, denominandola "Clough Hall". Nell'ultimo periodo della sua vita, Clough venne assistita dalla nipote, figlia del fratello deceduto e della cognata Blanche, Blanche Athena Clough, che lavorava all'amministrazione del College stesso assieme alla zia, e dall'amica Edith Sharpley. Entrambe le restarono accanto fino alla morte, sopraggiunta il 27 febbraio 1892.
In seguito alla sua morte, le sue vecchie studentesse e i suoi amici e stimatori commissionarono all'architetto Basil Champneys l'imponente cancello in ferro, che si trova all'inizio di Newnham Walk, nel parco del College stesso. Anche la Edge Hill University possiede una residenza denominata in onore di Clough per il suo contributo nell'educazione giovanile, specialmente femminile, nella contea del Lancashire .

## Un atto contro la sua memoria
Nel 1920, sotto la temporanea direzione del Newnham College da parte della nipote di Anne, Blanche Athena Clough, la Royal Commission dovette discutere la possibilità di ammettere al percorso di studi completo dell'Università di Cambridge e, quindi, di insignire del titolo di "dottore" anche le donne. I movimenti femministi premevano, infatti, in quegli anni per l'estendere il diritto di istruzione di livello superiore anche alle donne. Nonostante gli incentivi promessi dal Governo, nell'ottobre del 1921 la commissione si rifiutò di approvare l'iniziativa. Per festeggiare la decisione della Royal Commission, alcuni studenti si recarono davanti al Newnham College e buttarono giù la cancellata in ferro completa di targa commemorativa di Anne Clough con l'aiuto di un carrello del carbone.
Questo episodio è citato anche da Virginia Woolf nel suo libro Le tre ghinee (1938). In un passo dell'opera, infatti, si legge:
Per la prima donna ammessa ad un corso di laurea completo e con pari diritti all'Università di Cambridge, bisognerà aspettare fino al 1948.